# X-Flight
Koordinaten: 42° 21′ 55,6″ N, 87° 56′ 1,6″ W
X-Flight in Six Flags Great America (Gurnee, Illinois) ist eine Stahlachterbahn vom Modell Wing Coaster des Herstellers Bolliger & Mabillard, die am 16. Mai 2012 eröffnet wurde.
Auf der 914,4 m langen Strecke wurden fünf Inversionen verbaut: ein Dive Drop, eine Zero-g-Roll, ein Immelmann, eine weitere Zero-g-Roll und einen Inline-Twist.

## Züge
X-Flight besitzt zwei Züge mit jeweils acht Wagen. In jedem Wagen können vier Personen (eine Reihe) Platz nehmen.